# Chinatown (filme)
Chinatown é um filme neo-noir estadunidense de 1974, dirigido por Roman Polanski, com roteiro de Robert Towne, e estrelado por Jack Nicholson, Faye Dunaway e John Huston. O filme foi inspirado pelas guerras da água na Califórnia, uma série de disputas sobre a água no sul da Califórnia no início do século XX pelo qual os interesses de Los Angeles se sobrepuseram aos direitos à água no Vale Owens. Foi produzido por Robert Evans para a  Paramount Pictures. Foi o último filme do diretor nos Estados Unidos, e apresenta muitos elementos de filme noir, particularmente uma história multi-camadas que varia entre a necessidade de solucionar um mistério e a narrativa de um drama psicológico.
Em 1991, foi selecionado pela Biblioteca do Congresso para preservação no National Film Registry dos Estados Unidos para filmes que são "culturalmente, historicamente, ou esteticamente significantes". É frequentemente listado entre os maiores do cinema mundial. No Óscar de 1975 recebeu onze indicações, vencendo Robert Towne na categoria de Melhor Roteiro Original. Nos Prêmios Globo de Ouro foi honrado com premiação para Melhor Drama, Melhor Diretor, Melhor Ator e Melhor Roteiro. O American Film Institute o colocou em segundo lugar entre os filmes de mistério.
A sequência, The Two Jakes, foi lançado em 1990, novamente contando com Jack Nicholson como protagonista e também atuando como diretor. O roteiro foi novamente de Robert Towne. O filme não conseguiu gerar a aclamação de seu antecessor.

## Sinopse
Na década de 1930, em meio as guerras da água na Califórnia, J.J Gittes é um detetive de Los Angeles especializado em casos matrimoniais. É contratado por Evelyn Mulwray para investigar uma suposta traição do marido, Hollis Mulwray, engenheiro-chefe da Companhia de Água e Energia de Los Angeles. Gittes descobre que Hollis mantem um relacionamento com uma moça, porém, é surpreendido quando a verdadeira Evelyn Mulwray aparece em seu escritório disposta a processá-lo. Em seguida, Hollis aparece morto em um reservatório e Gittes decide descobrir quem o enganou. Sua busca revela uma trama de desvio de fornecimento de água, aquisições de terras no Vale de São Fernando e o envolvimento de pessoas ligadas a Companhia de Água e Energia, e até do pai de Evelyn, Noah Cross.

## Elenco principal
- Jack Nicholson — J.J. Gittes
- Faye Dunaway — Evelyn Cross Mulwray
- John Huston — Noah Cross
- Perry Lopez — tenente Lou Escobar
- John Hillerman — Russ Yelburton
- Darrell Zwerling — Hollis Mulwray
- Diane Ladd — Ida Sessions
- Richard Bakalyan — detetive Loach
- Burt Young — Curly
- James Hong — mordomo de Evelyn Mulwray
- Bruce Glover — Duffy, assistente de J.J. Gittes
- Joe Mantell — Walsh, assistente de J.J. Gittes
- Roman Polanski — homem com uma faca
- Roy Jenson — Claude Mulvihill
- Nandu Hinds — Sophie
- Belinda Palmer — Katherine Cross

## Produção

### Antecedentes
Em 1971, o produtor Robert Evans ofereceu a Towne 175 mil dólares para escrever um roteiro para O Grande Gatsby (1974). O escritor se sentiu incapaz de melhorar o texto do livro de F. Scott Fitzgerald e retrucou, aceitando 25 mil dólares para escrever um enredo próprio sobre  Chinatown, o que Evans concordou.
Chinatown é ambientado em 1937 e retrata a manipulação de um recurso municipal crítico — a água — por um grupo de sombrios oligarcas. Foi a primeira parte da planejado trilogia sobre o personagem J.J. Gittes de Towne que buscaria denunciar as fraquezas da estrutura do poder de Los Angeles, e a subjugação de bem público pela ganância privada. A segunda parte, The Two Jakes, era sobre a exploração de outro recurso natural — petróleo — com um Gittes mais amadurecido vivendo na década de 1940. Foi estrelado e dirigido por Jack Nicholson e lançado em 1990, mas o fracasso comercial e de crítica afundou planos de produzir Gittes vs. Gittes, sobre o terceiro recurso finito — a terra — em Los Angeles, por volta de 1968.

### Origens
Os personagens Hollis Mulwray e Noah Cross são referências ao engenheiro-chefe do Departamento de Água e Energia de Los Angeles, William Mulholland (1855-1935) - o nome Hollis Mulwray é parcialmente um anagrama para Mulholland e a Noé, símbolo da tragédia do dilúvio e do conflito entre o bem e o mal com Mulholland. Mulholland foi o planejador e engenheiro do Aqueduto de Los Angeles, que trouxe água do Vale Owens para a cidade. Por razões de engenharia e segurança, Mulwray se opõe à barragem que Cross e a cidade querem, argumentando que ele não vai cometer o mesmo erro de quando sua barragem anterior rompeu, resultando na morte de centenas de pessoas. Esta é uma referência direta ao desastre da Barragem St. Francis, pessoalmente inspecionado por Mulholland no dia da sua falha catastrófica, pouco antes da meia-noite do dia 12 de março de 1928. A quantidade de vítimas chegou a 600 pessoas, sendo que 42 delas eram crianças em idade escolar que vieram a falecer. A cidade de Santa Paula foi inundada com água da inundação, assim como muitos outros lugares ao longo do  vale do rio. O incidente terminou com a carreira de Mulholland.

### Roteiro
Towne escreveu o roteiro com Jack Nicholson em mente. Ele escolheu o título (a partir do famoso diálogo "O que você fez em Chinatown?" / "O mínimo possível", ouvido de um policial húngaro viciado que trabalhara em Chinatown). O mesmo policial explicou ao escritor que a matriz complicada de dialetos e gangues de Chinatown de Los Angeles tornou impossível para a polícia saber em suas intervenções a quem deveria ajudar e a quem coibir da exploração.
Polanski soube do roteiro através de Nicholson, quando ambos procuravam um projeto para trabalharem juntos. O produtor Robert Evans queria Polanski para dirigir devido a visão europeia dele dos Estados Unidos, pois assim acreditava que o tornaria mais sombrio e cínico. Polanski, que se retirara depois do assassinato de sua esposa e filho ainda não nascido, em Los Angeles, esteve relutante em voltar, mas foi convencido pela força do roteiro.
Evans queria que o personagem Cross morresse e que Evelyn Mulwray sobrevivesse. Produtor e diretor argumentaram sobre ela, com Polanski insistindo em um fim trágico. "Eu sabia que se Chinatown era para ser especial", disse Polanski, "não apenas mais um suspense, onde os mocinhos triunfam na última bobina, Evelyn tinha que morrer ". Evans e Polanski se dividiram nessa disputa e Polanski escreveu a cena final alguns dias antes de a filmar.
O roteiro original tinha mais de 180 páginas e incluiu uma narração de Gittes. Polanski a suprimiu e reordenou a história para que o público e Gittes desvendassem os mistérios ao mesmo tempo.

### Personagens e elenco
- "J.J. Gittes" recebeu o nome do amigo de Nicholson, produtor Harry Gittes.
- "Evelyn Mulwray" é, de acordo com Towne, a intenção de parecer inicialmente o personagem clássico da "viúva negra", típico de personagens femininos principais em filme noir. Mas, na verdade, é o único personagem altruísta no filme. Jane Fonda foi fortemente considerado para o papel, mas Polanski insistiu em Dunaway.[6]
- "Noah Cross": Towne disse que Huston foi, depois de Nicholson, a melhor atuação do filme, deixando o personagem Cross ameaçador, transparecendo de sua atuação cortês.[6]
- Polanski aparece numa participação especial como o gângster que corta o nariz de Gittes. O efeito sangrento foi conseguido com uma faca especial que de fato poderia ter cortado o nariz de Nicholson se Polanski não tivesse realizado o movimento corretamente.

### Filmagem
Polanski inicialmente convidou para a direção de fotografia a William A. Fraker. A Paramount concordou e Fraker aceitou. O estúdio já conhecia Fraker que realizara o mesmo trabalho em Rosemary's Baby. Quando Robert Evans tomou conhecimento da contratação, contudo, ele insistiu que o contrato fosse rescindido. Evans, que também fora o produtor de Rosemary's Baby, sentiu que a parceria entre Polanski e Fraker deixava muito poder de um lado, e que, portanto, complicaria a produção. Devido a isso, Fraker foi dispensado e substituído por John A. Alonzo.
De acordo com uma técnica narrativa atribuída por Polanski a Raymond Chandler, todos os acontecimentos do filme são vistos subjetivamente, através dos olhos do personagem principal. Por exemplo, quando Gittes é nocauteado, o filme fica preto e volta quando ele desperta. Gittes aparece em cada cena do filme.

### Trilha sonora
Phillip Lambro foi originalmente contratado para escrever a trilha sonora do filme, mas foi rejeitado no último minuto pelo produtor Robert Evans, deixando Jerry Goldsmith com apenas dez dias para escrever e gravar uma nova. Partes da trilha sonora original de Lambro podem ser ouvidas no trailer original do filme. Os solos de trompete assombrosos foram realizados pelo estúdio de Hollywood MGM e o músico e primeiro trompete Uan Rasey. A trilha sonora foi lançada através de ABC Records e apresenta doze faixas de trilha sonora em um tempo de execução pouco mais de trinta minutos.
1. "Love Theme from Chinatown (Título Principal)"
2. "Noah Cross"
3. "Easy Living"
4. "Jake and Evelyn"
5. "I Can't Get Started"
6. "The Last of Ida"
7. "The Captive"
8. "The Boy on a Horse"
9. "The Way You Look Tonight"
10. "The Wrong Clue"
11. "J.J. Gittes"
12. "Love Theme From Chinatown (Título Final)"

Goldsmith recebeu uma indicação ao Oscar por seus esforços apesar de ter perdido para Nino Rota e Carmine Coppola de The Godfather Part II. Terry Teachout do Wall Street Journal publicou um artigo em 11 de julho de 2009 louvando a música de Jerry Goldsmith para o filme, creditando seu sucesso à trilha sonora revista. A trilha sonora de Chinatown é frequentemente considerado como uma das maiores trilhas sonoras de todos os tempos e está em nono lugar no Top 25 da American Film Institute. O cineasta David Lynch cita Chinatown como sua trilha sonora favorita de todos os tempos.

## Legado
Evans diz que o filme transformou Jack Nicholson, uma estrela em ascensão, em um dos melhores nomes e líderes de Hollywood.
O roteiro de Robert Towne para o filme tornou-se lendário entre os críticos e cineastas, geralmente celebrado como um dos melhores já escritos. No entanto, foi Polanski quem decidiu sobre a trágica cena final, mudando a ideia de Towne que escrevera um final feliz.
Chinatown trouxe mais consciência pública para as transações de terras e disputas sobre direitos de água que surgiram em Los Angeles a partir da exploração do recurso do Vale Owens na década de 1910. Margaret Leslie Davis, em seu livro de 1993 Rivers in the Desert: William Mulholland and the Inventing of Los Angeles, diz que a carga sexualmente carregada do filme é uma metáfora para o "estupro" do Vale Owens, e observa que ficcionaliza Mulholland enquanto esconde o forte apoio público para projetos de água do sul da Califórnia.
O filme tem uma classificação de 98% "Certificado Fresco" no Rotten Tomatoes com 60 comentários. Metacritic atribuiu uma classificação de 86/100 com base em 10 comentários críticos.

## Principais prêmios e indicações
Oscar 1975 (EUA)
- Venceu na categoria de melhor roteiro original.
- Indicado nas categorias de melhor filme, melhor diretor, melhor ator (Jack Nicholson), melhor atriz (Faye Dunaway), melhor fotografia, melhor direção de arte, melhor figurino, melhor edição, melhor trilha sonora e melhor som.

Globo de Ouro 1975 (EUA)
- Venceu nas categorias de melhor filme - drama, melhor diretor, melhor ator - drama (Jack Nicholson) e melhor roteiro.
- Recebeu indicações nas categorias de melhor atriz - drama (Faye Dunaway), melhor ator coadjuvante (John Huston) e melhor trilha sonora.

BAFTA 1975 (Reino Unido)
- Venceu nas categorias de melhor diretor, melhor ator (Jack Nicholson) e melhor roteiro.
- Indicado nas categorias de melhor filme, melhor atriz (Faye Dunaway), melhor ator coadjuvante (John Huston), melhor direção de arte, melhor fotografia, melhor figurino, melhor trilha sonora e melhor edição.

Prêmio Bodil 1975 (Dinamarca)
Ganhou o prêmio na categoria de melhor filme americano.
Prêmio Edgar 1975 (Edgar Allan Poe Awards, EUA)
- Venceu na categoria de melhor filme.